# Alessio Nissolino
Alessio Nissolino (Roma, 23 febbraio 1990) è un doppiatore italiano.

## Biografia
Figlio di un fonico di doppiaggio della Fono Roma, Alessio Nissolino inizia l'attività già a 5 anni con alcuni brusii, ma ottiene i primi ruoli di rilievo solo all'inizio degli anni duemila.
I suoi doppiaggi principali per il cinema includono Rory Culkin in Mean Creek (2004), Aaron Taylor-Johnson nel ruolo di John Lennon in Nowhere Boy (2009) e il protagonista del film d'animazione Le avventure di Sammy (2010), oltre al personaggio di Moccicoso in tutte le opere del franchise d'animazione Dragon Trainer. In campo televisivo è noto per aver doppiato Angus T. Jones nel ruolo di Jake Harper in Due uomini e mezzo (a partire dalla terza stagione), Charlie McDermott nel ruolo di Axl Heck in The Middle, Reeve Carney nel ruolo di Dorian Gray in Penny Dreadful e Michael Seater nel ruolo di Lucas Randall in Black Hole High.
Nel febbraio 2015 esordisce come attore teatrale, insieme ai compagni dell'Accademia Actor's Planet di Rossella Izzo, nella commedia Il primo bacio di Renato Giordano rappresentata al Teatro Tordinona. A dicembre riceve, insieme alla collega Benedetta Degli Innocenti, il Premio del Pubblico al Gran Premio Internazionale del Doppiaggio.
Ha un fratello minore, Mattia, anch'egli doppiatore.

## Doppiaggio

### Cinema
- Cameron Monaghan in Prom - Ballo di fine anno, The Giver - Il mondo di Jonas
- Martín Lombard in Step Up 3D, Step Up: All In
- Max Deacon in Flashbacks of a Fool, Into the Storm
- Aaron Taylor-Johnson in Nowhere Boy
- Kevin Alexander Clark in School of Rock
- Rory Culkin in Mean Creek
- David W. Thompson in Mosse vincenti
- Max Thieriot in Jumper - Senza confini
- Mark Rendall in Childstar
- Justin Kennedy in Parental Guidance
- Grayson Russell in Space Warriors
- Jonathan Lipnicki ne Il sogno di Calvin
- Robin Lord Taylor in Another Earth
- Brett Kelly ne Il sogno di Jerome
- Spoken Reasons in Corpi da reato
- Emory Cohen in Afterschool
- Khleo Thomas in A testa alta
- Tyler McGuckin ne La donna perfetta
- Kevin Townley ne La mia super ex-ragazza
- Kyle Herbert in Thunderbirds
- James Buckley in Finalmente maggiorenni
- Swann Arlaud in Emotivi anonimi
- Tomás Ibl in Il Barone Rosso
- Paul Schoendoerffer in Agents secrets
- Michalis Tsirakis in Uranya
- Lee Yi-Kyeong in One on One
- Kyle Coffman in Un giorno questo dolore ti sarà utile
- Jordan Drexel in Colpa delle stelle
- Gregory Smith in Dream House
- Joshua Jay in Nel paese delle creature selvagge
- Sergio Avelar in McFarland, USA
- Elham Ehsas ne Il cacciatore di aquiloni
- Dylan Smith in One Hour Photo
- Grant Boyle in Flash of Genius
- Bill Skarsgård in Deadpool 2
- Mahesh Babu in Athidhi, Spyder
- Mike Faist in West Side Story
- Jakub Nosiadek in Freestyle
- Alejandro Speitzer in Pimpinero - Morte e contrabbando
- Itza Sodi in No negociable
- Yannick Josefzoon in Almost Cops

### Film d'animazione
- Moccicoso in Dragon Trainer, Dragon Trainer 2 e Dragon Trainer - Il mondo nascosto
- Sota Higurashi in Inuyasha the Movie - Un sentimento che trascende il tempo, Inuyasha the Movie - Il castello al di là dello specchio e Inuyasha the Movie - La spada del dominatore del mondo
- Fiore da bambino in Sailor Moon R The Movie - La promessa della rosa (ridoppiaggio)
- Dry in Yes! Pretty Cure 5 GoGo! - Buon compleanno carissima Nozomi
- Tony Rydinger in Gli Incredibili - Una "normale" famiglia di supereroi
- Tommy in Ortone e il mondo dei Chi
- Joe in Highlander: Vendetta immortale
- Sammy ne Le avventure di Sammy
- Giullare ne La vera storia del gatto con gli stivali
- Alvin in ParaNorman
- Shiro Kabuto in Mazinkaiser
- Sabu in Violence Jack
- Liontari in Children of the Whales

### Serie televisive
- Sterling Knight in Sonny tra le stelle, So Random!, StarStruck - Colpita da una stella
- Cameron Finley in Three Secrets
- Thomas Newman in Johnny Kapahala - Cavalcando l'onda
- Kendre Berry in Nolan - Come diventare un supereroe
- Max Thieriot in Texas Rising
- Blake Michael in Lemonade Mouth
- Carlon Jeffery in Cloud 9
- Reeve Carney in Penny Dreadful
- Lorenzo Richelmy in Marco Polo
- Angus T. Jones in Due uomini e mezzo (st. 3-12)
- Charlie McDermott in The Middle
- London Brown in Ballers
- Anton Yelchin in Huff
- Greyston Holt in Durham County
- Craig Marriott ne Le nuove avventure di Flipper (st. 4)
- Jake Thomas in Lizzie McGuire (st. 2)
- Will Rothhaar in Listen Up
- Michael Seater in Black Hole High
- Sam Ardley in M.I. High - Scuola di spie
- Shane Sweet in Allen Strange
- Jordan Maxwell in Papà e mamma sono alieni
- James Buckley in The Inbetweeners
- Daniel Anthony ne Le avventure di Sarah Jane
- Daniel Samonas in I maghi di Waverly
- Daniel Daperis in Thunderstone
- Shaun Loseby in Lasciate in pace i koala
- Kirk Bonacci in The Avatars
- Moritz Jahn in Grani di pepe
- Keegan Allen in Pretty Little Liars
- Lee Biran in Split
- Paul James Jordan in A passo di danza
- Pedro Henrique in City of Men
- Christoph Sanders in Coppia di re
- Kubilay Aka in Love 101
- Paul Ogola in Sense8
- Asher Book in Parenthood
- Remy Thorne in Mental
- Mark Blane in Little Voice
- Luciano Ruiz ne Il mondo di Patty
- José Restrepo in Niñas mal
- Benjamín Rojas in Rebelde Way (3° e 4° doppiaggio)
- Francisco Bass in El refugio
- David Castro in Shadowhunters
- Manny Jacinto in The Acolyte - La seguace

### Serie animate
- Marty in Steven Universe
- Moccicoso in Dragons
- Pugno d'Acciaio in Ultimate Spider-Man
- Kim in Miraculous - Le storie di Ladybug e Chat Noir
- Zak Saturday in Secret Saturdays
- Butch Butane in Crash Canyon
- Squirt in Mike il cavaliere
- Conor Martin in Glenn Martin - Dentista da strapazzo
- Lin Chung in Hero: 108
- Servenulla in Lulù Brum Brum
- Chaud Blaze in MegaMan NT Warrior, MegaMan NT Warrior Axess
- Norton in Tupu
- Esmeraldo in Aia!
- Lok Lambert in Huntik - Secrets & Seekers
- Lenny in PopPixie
- Sota Higurashi (2ª voce) in Inuyasha
- Marlo Freudenberg in Attack on Titan
- Yuri Petrov / Lunatic in Tiger & Bunny
- Atsushi Otani in Lovely Complex
- Zenjiro Tsurugi in Digimon Fusion Battles
- Ronaldo in Kick Chiapposky - Aspirante stuntman
- Soular/Shun Minami in Fresh Pretty Cure!
- Hagakure Shido in Battle Spirits - Sword Eyes
- Erik Eagle (Byron Love, Kerry Bootgaiter ep. 67) in Inazuma Eleven
- Quincy (2° voce)  in Little Einsteins
- Jay in A tutto reality presenta: Missione Cosmo Ridicola
- Cuza Ackermann in Beyblade Burst Evolution
- Gimmy Adai in Sfondamento dei cieli Gurren Lagann
- Ryo Inaba in Kengan Ashura
- Fujita in Dorohedoro
- Shô in Fairy Tail
- Lee Minsung in Solo Leveling

### Programmi televisivi
- Husnain in Squid Game: La sfida

### Film TV
- Raúl Richter in Rosamunde Pilcher - L'eredità di nostro padre